# Enrico Mainardi
Enrico Mainardi (Milánó, 1897. május 19. – München, 1976. április 10.) olasz csellista, zeneszerző és karmester.

## Életpályája
Nagyon fiatalon végzett a Milánói Konzervatóriumban, azonnal megkezdte koncertkarrierjét, szólistaként és kamaraegyüttesben is, olyan rangos előadókkal lépett fel, mint Dohnányi Ernő, Ildebrando Pizzetti, Edwin Fischer és Carlo Zecchi.
1933-tól a római Accademia Nazionale di Santa Cecilia cselló mesterkurzusát tartotta, külföldön is tanított: Berlinben, Salzburgban és Luzernben, ahová Perényi Miklóst is meghívta.
Zenészként teljesen a vezénylésnek (1952) és a zeneszerzésnek szentelte magát, egy nagy kamaraprodukcióval, amelyben a cselló játssza a főszerepet.
1967-ben triót alapított Severino Gazzellonival és Guido Agostival.

## Művei
- Koncert csellóra és vonósokra (1966)
- Kvartett (1951)
- Majdnem fantázia szonáta csellóra (1962)
- 6 Transzcendentális Tanulmány (1923-1953)

## Fordítás
- Ez a szócikk részben vagy egészben  az   Enrico Mainardi című olasz Wikipédia-szócikk ezen változatának fordításán alapul.  Az eredeti cikk szerkesztőit annak laptörténete sorolja fel. Ez a jelzés csupán a megfogalmazás eredetét és a szerzői jogokat jelzi, nem szolgál a cikkben szereplő információk forrásmegjelöléseként.